# Caràbids
Els caràbids (Carabidae) son una famílies de coleòpters del subordre Adephaga. Són una de les grans famílies de coleòpters amb 1500 gèneres i 40.000 espècies, (7 vegades més que mamífers) a tot el món (2.500 a Europa, 2.200 a Amèrica del Nord). Es tracta de la família d'adèfags més àmplia i representativa. Són típicament habitants del sòl, ja que no són bons voladors.

## Morfologia

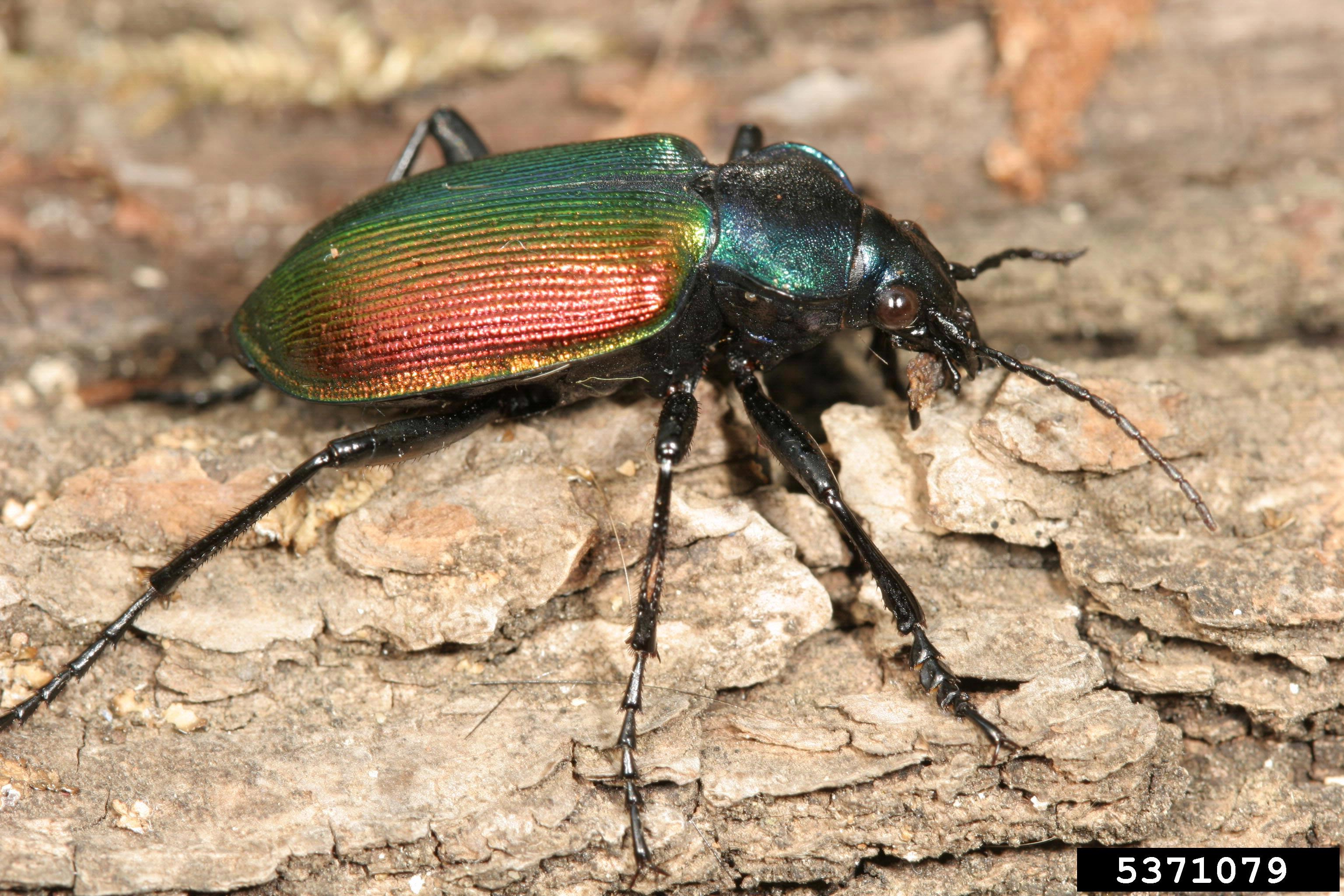
Calosoma sycophanta, un gran caràbid que viu a Catalunya.

La seva mida varia entre els 2 i els 60 mm. Hi ha força espècies de color negre o marró, per bé que són freqüents les coloracions amb brillantor metàl·lica (verd, daurat, bronzejat). Les antenes són en general filiformes, les mandíbules són poderoses i les potes són fortes i corredores, els èlitres solen tenir costelles, estries, cadenetes o punts, alineats longitudinalment; acostumen a estar imbricats i les ales membranoses escurçades, de manera que moltes espècies no volen.

## Descripció
Encara que la forma del seu cos i la seva coloració varien una mica, la majoria són de color negre brillant o metàl·lic i tenen cobertes elitrals estriades (élitres). Els élitres estan fusionats en algunes espècies, sobretot en les Carabinae grans, fet que impedeix que aquests escarabats puguin volar. L'espècie Mormolyce phyllodes és coneguda com a escarabat violí a causa de la peculiar forma dels seus élitres. Tots els caràbids, excepte els primitius escarabats bombarders amb pestanyes (Paussinae), tenen un solc a la tíbia de la pota davantera que conté un pinzell de pèls per netejar les antenes.

### Secrecions defensives
Com és típic de l'antic subordre d'escarabats Adephaga al qual pertanyen, els caràbids tenen el pigidi amb glàndules aparellades a la part posterior inferior de l'abdomen. Aquestes glàndules estan ben desenvolupades en els escarabats de terra i produeixen secrecions nocives o fins i tot càustiques per dissuadir possibles depredadors. En alguns, comunament coneguts com a escarabats bombarders, aquestes secrecions es barregen amb compostos volàtils i són expulsades mitjançant una petita combustió, produint un fort soroll i un núvol de gas calent i acre que pot ferir petits mamífers, com les musaranyes, i és capaç de matar depredadors invertebrats.
Per als humans, ser «bombardejat» per un escarabat bombarder és una experiència decididament desagradable. Aquesta habilitat ha evolucionat independentment dues vegades, segons sembla, en els escarabats bombarders (Paussinae), que es troben entre els escarabats de terra més antics, i en els escarabats bombarders típics (Brachininae), que formen part d'un llinatge més «modern». Els Anthiini, en canvi, poden llançar mecànicament les seves secrecions defensives a distàncies considerables i són capaços d'apuntar amb un sorprenent grau de precisió; en afrikaans, se'ls coneix com a oogpisters («pixadors d'ulls»). En un dels pocs casos coneguts de vertebrat que imita un artròpode, els llangardaixos juvenils Heliobolus lugubris presenten una coloració similar a la dels escarescarabats aposemàtics oogpister, i es mouen d'una manera que els fa semblar sorprenentment similars als insectes a simple vista.

## Cicle vital i ecologia

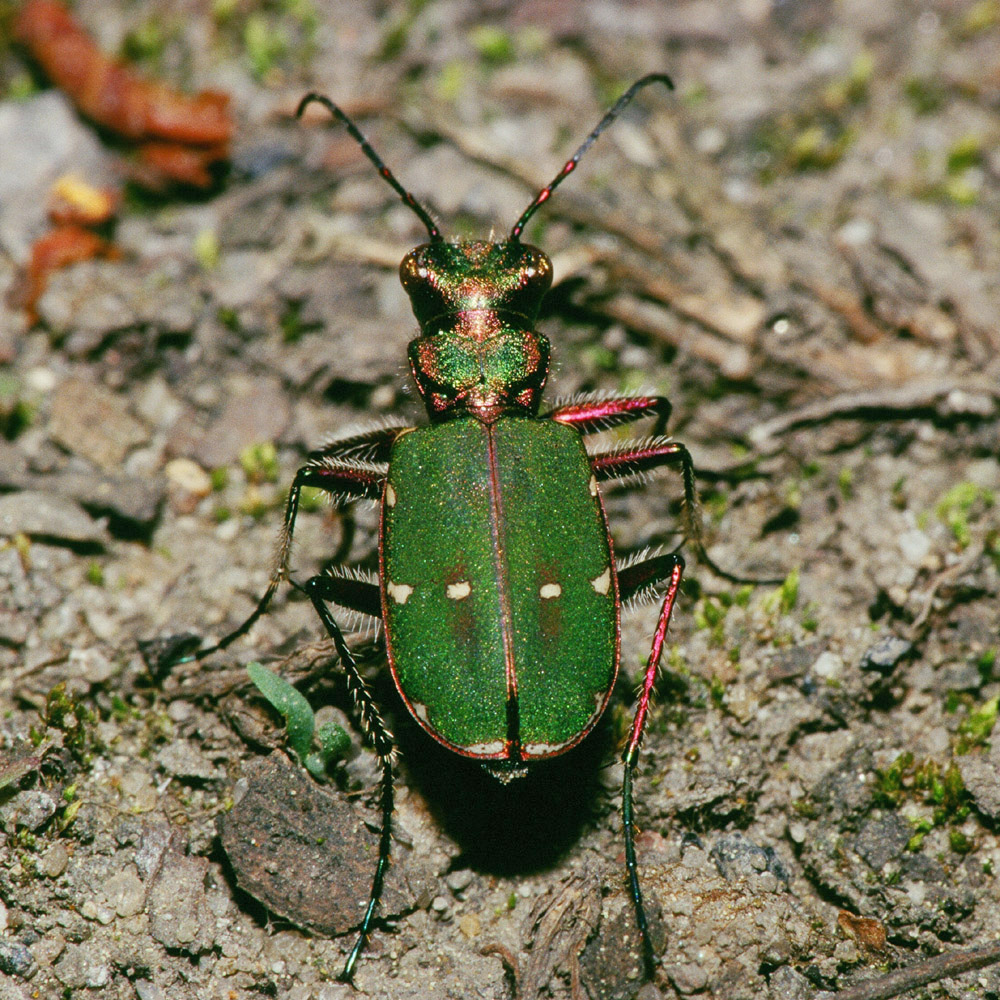
Cicindela campestris, una espècie corrent als Països Catalans.

Tant les larves com els adults són generalment habitants del sòl, es refugien sota pedres o entre la fullaraca i són depredadors, caçant principalment altres insectes, cucs i cargol, de manera que contribueixen a controlar les seves poblacions; també mengen fruita madura; rarament són herbívors (Zabrus, Amara).
Els caràbids són una baula important de les xarxes tròfiques, sent depredats per rapinyaires diürnes i nocturnes, gripaus, talps, etc. Com a defensa secreten substàncies repugnatòries pudents o irritants i alguns emeten sons amb un aparell estridulador; les espècies del gènere Brachinus són coneguts com a escarabats bombarders o escopeters, ja que tenen la facultat de llançar raigs d'un líquid acre des del seu abdomen.
Els membres de la subfamília Cicindelinae es coneixen com a escarabats tigre. Al contrari d'altres espècies de Carabidae, que són nocturnes, els escarabats tigre són actius caçadors diürns.

## Relació amb l'home
Com depredadors d'invertebrats, incloses moltes plagues, la majoria dels escarabats de terra es consideren organismes beneficiosos. Els caçadors d'orugues (Calosoma) són famosos pel seu hàbit de devorar preses en quantitat, alimentant-se àvidament d'erugues (Lymantriidae), processionaries (Thaumetopoeidae) i cucs llanuts (Arctiidae), que, a causa dels seus pèls urticants, són evitats per la majoria dels insectívors. Ja l'any 1905, grans quantitats de C. sycophanta, originàries d'Europa, van ser enviades a Nova Anglaterra per al control biològic de l'arna gitana (Lymantria dispar).
Algunes espècies són plagues molestes Zabrus és un dels pocs gèneres d'escarabats herbívors de terra, i en rares ocasions Zabrus tenebrioides, per exemple, es dóna en prou abundància per causar alguns danys als cultius de gra. Les espècies grans, normalmene els Carabinae, es poden convertir en una molèstia si estan presents en gran nombre, sobretot durant activitats a l'aire lliure com acampades; anul·len les seves secrecions defensives quan es veuen amenaçats, i en amagar-se entre les provisions, la seva presència pot fer malbé el menjar. Atès que els escarabats de terra solen ser reticents o fins i tot incapaços de volar, sol ser fàcil bloquejar mecànicament les possibles vies d'entrada. L'ús d'insecticides específics per a la intrusió de caràbids pot provocar efectes secundaris desafortunats, com l'alliberament de les seves secrecions , de manera que generalment no és una bona idea, llevat que les mateixes aplicacions es destinin a excloure formigues, paràsits o altres plagues.
Especialment en el segle xix i en menor mesura en l'actualitat, la seva grandària i coloració, així com l'estranya morfologia d'alguns (per exemple, el Lebiini), van fer de molts escarabats de terra un popular objecte de col·lecció i estudi per a  coleopterolegs professionals i amateurs que pagaven preus elevats per exemplars rars i exòtics. A principis i intervinguts del segle XIX es va produir a Anglaterra una veritable «bogeria pels escarabats». Com ja s'ha esmentat, Charles Darwin era un fervent col·leccionista d'escarabats quan tenia uns vint anys, fins al punt que preferia recórrer el camp a la recerca d'espècimens rars amb William Darwin Fox, John Stevens Henslow i Sir Henry Thompson, que estudiar teologia com volia el seu pare. A la seva autobiografia, recordava amb afecte les seves experiències amb Licinus i Panagaeus, i va escriure:
Cap poeta va sentir més plaer en veure publicat el seu primer poema que jo en veure's a l'obra de Stephen Illustrations of British Insects les paraules màgiques: «captured by C. Darwin, Esq.»
.

## Evolució i sistemàtica
Els Adephaga estan documentats des de la fi del Permià, fa aproximadament 250 milions d'anys (Mya). Els escarabats de terra van evolucionar al final del Triàsic, separant-se dels seus parents més propers fa uns 200 Mya. La família es va diversificar durant el Juràssic, i els llinatges més avançats, com els Harpalinae, van experimentar una radiació vigorosa a partir del Cretaci. Els parents vius més propers als escarabats de terra són els falsos escarabats de terra (Trachypachidae) i els escarabats tigre (Cicindelidae). Aquests, en alguns casos, s'han inclòs dins dels Carabidae com a subfamílies o tribus incertae sedis, però més comunament s'agrupen amb els escarabats de terra dins de la superfamília Caraboidea, o Geadephaga.
S'ha dut a terme molta investigació per aclarir la filogènia dels escarabats de terra i ajustar la seva sistemàtica i taxonomia en conseqüència. Encara que no hi ha un consens totalment ferm, alguns punts són generalment acceptats: sembla que els escarabats de terra estan formats per diversos llinatges més bàsics i pels Harpalinae, extremadament diversos, que contenen més de la meitat de les espècies descrites i dins dels quals s'han hagut d'integrar diverses famílies que abans eren independents.

### Subfamílies
La taxonomia utilitzada aquí es basa principalment en el Catalogue of Life i la Carabcat Database. Altres classificacions, tot i estar generalment d'acord amb la divisió en una radiació basal de llinatges més primitius i el grup més avançat anomenat informalment "Carabidae Conjunctae", difereixen en alguns detalls. Per exemple, el sistema utilitzat pel Tree of Life Web Project fa poc ús de subfamílies, classificant la majoria de tribus com a incertae sedis dins de la família. En canvi, Fauna Europaea divideix en lloc d'agrupar els Harpalinae, restringint-los al que en el sistema utilitzat aquí es considera la tribu Harpalini. L'exclusió de Trachypachidae com a família separada està àmpliament confirmada, així com la inclusió de Rhysodidae com a subfamília, estretament relacionada amb Paussinae i Siagoninae.
Aquí es presenta la classificació exclusiva dels Harpalinae, ja que la majoria d'autors actualment segueixen aquest sistema, basant-se en Carabidae of the World, el Catalogue of Palaearctic Coleoptera o la Carabcat Database' (que es reflecteix en el Catalogue of Life).
Els escarabats tigre històricament s'han tractat com una subfamília de Carabidae amb el nom de Cicindelinae, però diversos estudis des del 2020 indiquen que haurien de ser considerats una família separada, Cicindelidae, un grup germà de Carabidae.
- Anthiinae Bonelli, 1813
  - Tribu Anthiini Bonelli, 1813
  - Tribu Helluonini Hope, 1838
  - Tribu Physocrotaphini Chaudoir, 1863
- Apotominae LeConte, 1853
- Brachininae Bonelli, 1810
  - Tribu Brachinini Bonelli, 1810
  - Tribu Crepidogastrini Jeannel, 1949
- Broscinae Hope, 1838
  - Tribu Broscini Hope, 1838
- Carabinae Linnaeus, 1802
  - Tribu Carabini Linnaeus, 1802
  - Tribu Cychrini Perty, 1830
- Ctenodactylinae Laporte, 1834
  - Tribu Ctenodactylini Laporte, 1834
  - Tribu Hexagoniini G.Horn, 1881
- Dryptinae Bonelli, 1810
  - Tribu Dryptini Bonelli, 1810
  - Tribu Galeritini Kirby, 1825
  - Tribu Zuphiini Bonelli, 1810
- Elaphrinae Latreille, 1802
- Gineminae Ball & Shpeley, 2002
- Harpalinae Bonelli, 1810
  - Tribu Anisodactylini Lacordaire, 1854
  - Tribu Harpalini Bonelli, 1810
  - Tribu Pelmatellini Bates, 1882
  - Tribu Stenolophini Kirby, 1837
- Hiletinae Schiödte, 1847
- Lebiinae Bonelli, 1810
  - Tribu Cyclosomini Laporte, 1834
  - Tribu Lachnophorini LeConte, 1853
  - Tribu Lebiini Bonelli, 1810
  - Tribu Odacanthini Laporte, 1834
  - Tribu Perigonini G.Horn, 1881
- Licininae Bonelli, 1810
  - Tribu Chaetogenyini Emden, 1958
  - Tribu Chlaeniini Brullé, 1834
  - Tribu Licinini Bonelli, 1810
  - Tribu Oodini LaFerté-Sénectère, 1851
- Loricerinae Bonelli, 1810
- Melaeninae Csiki, 1933
- Migadopinae Chaudoir, 1861
  - Tribu Amarotypini Erwin, 1985
  - Tribu Migadopini Chaudoir, 1861
- Nebriinae Laporte, 1834
  - Tribu Cicindini Csiki, 1927
  - Tribu Nebriini Laporte, 1834
  - Tribu Notiokasiini Kavanaugh & Nègre, 1983
  - Tribu Notiophilini Motschulsky, 1850
  - Tribu Opisthiini Dupuis, 1912
  - Tribu Pelophilini Kavanaugh, 1996
- Nototylinae Bänninger, 1927
- Omophroninae Bonelli, 1810
- Orthogoniinae Schaum, 1857
  - Tribu Amorphomerini Sloane, 1923
  - Tribu Idiomorphini Bates, 1891
  - Tribu Orthogoniini Schaum, 1857
- Panagaeinae Bonelli, 1810
  - Tribu Brachygnathini Basilewsky, 1946
  - Tribu Panagaeini Bonelli, 1810
  - Tribu Peleciini Chaudoir, 1880
- Patrobinae Kirby, 1837
  - Tribu Lissopogonini Zamotajlov, 2000
  - Tribu Patrobini Kirby, 1837
- Paussinae Latreille, 1806
  - Tribu Metriini LeConte, 1853
  - Tribu Ozaenini Hope, 1838
  - Tribu Paussini Latreille, 1806
  - Tribu Protopaussini Gestro, 1892
- Platyninae Bonelli, 1810
  - Tribu Omphreini Ganglbauer, 1891
  - Tribu Platynini Bonelli, 1810
  - Tribu Sphodrini Laporte, 1834
- Promecognathinae LeConte, 1853
  - Tribu Axinidiini Basilewsky, 1963
  - Tribu Dalyatini Mateu, 2002
  - Tribu Promecognathini LeConte, 1853
  - Tribu †Palaeoaxinidiini McKay, 1991
- Pseudomorphinae Hope, 1838
- Psydrinae LeConte, 1853
  - Tribu Gehringiini Darlington, 1933
  - Tribu Moriomorphini Sloane, 1890
  - Tribu Psydrini LeConte, 1853
- Pterostichinae Bonelli, 1810
  - Tribu Chaetodactylini Tschitscherine, 1903
  - Tribu Cnemalobini Germain, 1911
  - Tribu Cratocerini Lacordaire, 1854
  - Tribu Microcheilini Jeannel, 1948
  - Tribu Morionini Brullé, 1837
  - Tribu Pterostichini Bonelli, 1810
  - Tribu Zabrini Bonelli, 1810
- Rhysodinae Laporte, 1840
  - Tribu Clinidiini R.T. & J.R.Bell, 1978
  - Tribu Dhysorini R.T. & J.R.Bell, 1978
  - Tribu Leoglymmiini R.T. & J.R.Bell, 1978
  - Tribu Medisorini R.T. & J.R.Bell, 1987
  - Tribu Omoglymmiini R.T. & J.R.Bell, 1978
  - Tribu Rhysodini Laporte, 1840
  - Tribu Sloanoglymmiini R.T. & J.R.Bell, 1991
- Scaritinae Bonelli, 1810
  - Tribu Clivinini Rafinesque, 1815
  - Tribu Corintascarini Basilewsky, 1973
  - Tribu Dyschiriini Kolbe, 1880
  - Tribu Salcediini Alluaud, 1930
  - Tribu Scaritini Bonelli, 1810
- Siagoninae Bonelli, 1813
  - Tribu Enceladini G.Horn, 1881
  - Tribu Siagonini Bonelli, 1813
- Trechinae Bonelli, 1810
  - Tribu Bembidarenini Maddison et al., 2019
  - Tribu Bembidiini Stephens, 1827
  - Tribu Pogonini Laporte, 1834
  - Tribu Sinozolini Deuve, 1997
  - Tribu Trechini Bonelli, 1810
  - Tribu Zolini Sharp, 1886
- Xenaroswellianinae Erwin, 2007
- †Conjunctiinae Ponomarenko, 1977
- †Protorabinae Ponomarenko, 1977
- Unassigned, extinct genera:
  - †Agatoides Motschulsky, 1856
  - †Amphoxyne Bode, 1953
  - †Carabites Heer, 1852
  - †Cavicarabus Hong, 1991
  - †Conexicoxa Lin, 1986
  - †Cymatopterus Lomnicki, 1894
  - †Fangshania Hong, 1981
  - †Glenopterus Heer, 1847
  - †Hebeicarabus Hong, 1983
  - †Megacarabus Hong, 1983
  - †Meileyingia Hong, 1987
  - †Miocarabus Hong, 1983
  - †Neothanes Scudder, 1890
  - †Procarabus Oppenheim, 1888
  - †Prosynactus Bode, 1953
  - †Shanwangicarabus Hong, 1985
  - †Sinis Heer, 1862
  - †Sinocalosoma Hong & Wang, 1986
  - †Sinocaralosoma Hong, 1984
  - †Sunocarabus Hong, 1987
  - †Tauredon Handlirsch, 1910
  - †Wuchangicarabus Hong, 1991
  - †Xishanocarabus Hong, 1984
  - †Yunnanocarabus Lin, 1977